# Tuatha na Gael
«Tuatha na Gael» — дебютний студійний альбом ірландського кельтик-метал-гурту Cruachan. Реліз відбувся 30 квітня 1995 року. В 2001 лейбл Hammerheart Records випустив перевидання альбому із трьома додатковими бонусними треками.

## Список композицій
| #     | Назва                         | Тривалість |
| ----- | ----------------------------- | ---------- |
| 1.    | «I Am Tuan»                   | 02:23      |
| 2.    | «The First Battle of Moytura» | 07:45      |
| 3.    | «Maeve's March»               | 03:32      |
| 4.    | «Fall of Gondolin»            | 08:04      |
| 5.    | «Cúchulainn»                  | 07:05      |
| 6.    | «Táin Bó Cuailgne»            | 08:45      |
| 7.    | «To Invoke the Horned God»    | 06:13      |
| 8.    | «Brian Boru»                  | 04:40      |
| 9.    | «To Moytura We Return»        | 08:24      |
| 56:51 |                               |            |

| бонусні треки перевидання 2001 року | бонусні треки перевидання 2001 року      | бонусні треки перевидання 2001 року |
| #                                   | Назва                                    | Тривалість                          |
| ----------------------------------- | ---------------------------------------- | ----------------------------------- |
| 10.                                 | «Return»                                 | 06:33                               |
| 11.                                 | «Erinsong»                               | 04:54                               |
| 12.                                 | «Óró sé do bheatha abhaile» (традиційна) | 03:44                               |
| 72:02                               |                                          |                                     |

## Учасники запису
- Кіф Фей — вокал, гітари, мандоліна, боран
- Леон Баяс — гітари, мандолін, бузукі
- Джон Клоессі — бас-гітара
- Коллет О'Фатай — клавіші
- Джон О'Фатай — ірландська флейта, вістл
- Джей О'Ніл — ударні

### Додатковий персонал
- Пол Кернс — задній вокал у треках "The First Battle of Moytura" та "Cúchulainn"
- Ніам Ханлон — ірландська волинка